# Umgebung Großer und Kleiner Karpfensee (MV)
Umgebung Großer und Kleiner Karpfensee (MV) este o arie protejată (arie specială de conservare — SAC, sit de importanță comunitară — SCI) din Germania întinsă pe o suprafață de 80 ha, integral pe uscat.

## Localizare
Centrul sitului Umgebung Großer und Kleiner Karpfensee (MV) este situat la coordonatele 53°19′28″N 13°30′28″E / 53.3244°N 13.5078°E.

## Înființare
Situl Umgebung Großer und Kleiner Karpfensee (MV) a fost declarat sit de importanță comunitară în aprilie 2004 pentru a proteja 4 specii de animale. Situl a fost protejat și ca arie specială de conservare în august 2016.

## Biodiversitate
Situată în ecoregiunea continentală, aria protejată conține 2 habitate naturale: Ape puternic oligomezotrofe cu vegetație bentonică cu Chara spp., Lacuri eutrofice naturale cu vegetație de tip Magnopotamion sau Hydrocharition.
La baza desemnării sitului se află mai multe specii protejate:
- amfibieni (2): buhai de baltă cu burta roșie (Bombina bombina), triton cu creastă (Triturus cristatus)
- mamifere (1): vidră de râu (Lutra lutra)
- reptile (1): țestoasa de baltă (Emys orbicularis)